# Dinotrema hardyi
Dinotrema hardyi är en stekelart som först beskrevs av Fischer 1978.  Dinotrema hardyi ingår i släktet Dinotrema och familjen bracksteklar. Inga underarter finns listade i Catalogue of Life.